# 189 pr. n. št.

## Dogodki
- - armenski satrap Antiohus napade že rimsko Grčijo.
- - bitka pri Magneziji